# Jevgenij Gratjov
Jevgenij Gratjov, född 21 februari 1990, är en rysk professionell ishockeyspelare som spelar för St. Louis Blues i NHL. Han har tidigare representerat New York Rangers.
Gratjov draftades i tredje rundan i 2008 års draft av New York Rangers som 75:e spelare totalt.